# Гексахлорофен
Гексахлорофен, також відомий як Nabac, є хлорорганічною сполукою, яка колись широко використовувалася як дезінфікуючий засіб. Він нерозчинний у воді, але розчиняється в ацетоні, етанолі, діетиловому ефірі та хлороформі. Сполука зустрічається у вигляді білої твердої речовини без запаху, хоча комерційні зразки можуть бути брудно-білими та мати легкий фенольний запах. У медицині гексахлорофен корисний як місцевий протиінфекційний та антибактеріальний засіб. Він також використовується в сільському господарстві як ґрунтовий фунгіцид, бактерицид для рослин і акарицид.

## Безпека
LD50 (оральний, щур) становить 59 мг/кг, що вказує на те, що сполука відносно токсична. Тетрахлородибензодіоксин (TCDD) завжди є забруднювачем у виробництві цієї сполуки. Реакція між 2,4,5- трихлорфенолом і формальдегідом екзотермічна. Якщо реакція відбувається без належного охолодження, TCDD виробляється у значних кількостях як побічний продукт і забруднювач. Катастрофа в Севезо та інцидент із забрудненням у Таймс-Біч, штат Міссурі, є прикладами промислової небезпеки виробництва гексахлорофену.

## Вибіркове видалення з ринку

### Франція
У 1972 році дитяча присипка «Bébé» у Франції вбила 39 немовлят. Він також завдав великої шкоди центральній нервовій системі кількох сотень інших немовлят. Партію токсичного порошку марки «Bébé» помилково виготовили з 6 % гексахлорофену. Ця промислова аварія безпосередньо призвела до вилучення гексахлорофену зі споживчих товарів у всьому світі.

### Сполучені Штати
У 1972 році Управління з контролю за продуктами й ліками США (FDA) припинило виробництво та розповсюдження продуктів, що містять понад 1 % гексахлорофену. Після цієї зміни більшість продуктів, що містять гексахлорофен, можна було придбати лише за рецептом лікаря. Обмеження були введені після 15 смертей у Сполучених Штатах і 39 смертей у Франції.

### Німеччина
У Німеччині косметика, що містить гексахлорофен, заборонена з 1985 року.

### Австрія
В Австрії продаж препаратів, що містять цю речовину, заборонено з 1990 року.